# Porsche Junior

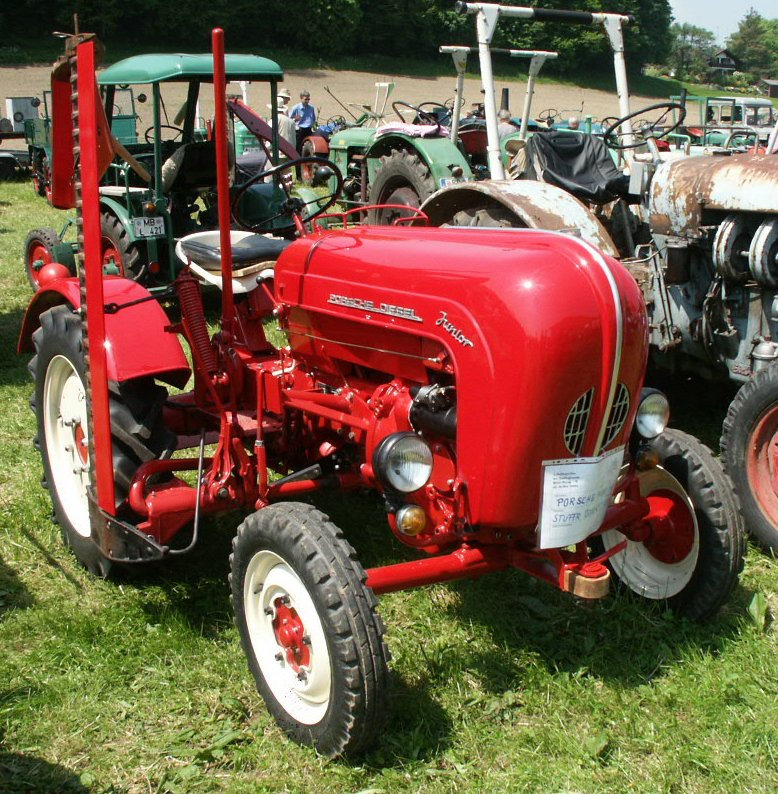
Porsche Junior F108 z 1958 roku.

Porsche Junior − ciągnik rolniczy produkowany przez Porsche-Diesel w latach 1937–1960. Junior był zasilany jednocylindrowym, chłodzonym powietrzem silnikiem Diesla o pojemności 822 cm3 i mocy 14 KM.